# 1666 van Gent
1666 van Gent (1930 OG) là một tiểu hành tinh vành đai chính được phát hiện ngày 22 tháng 7 năm 1930 bởi H. van Gent ở Johannesburg (LS).